# Narva-Kultur

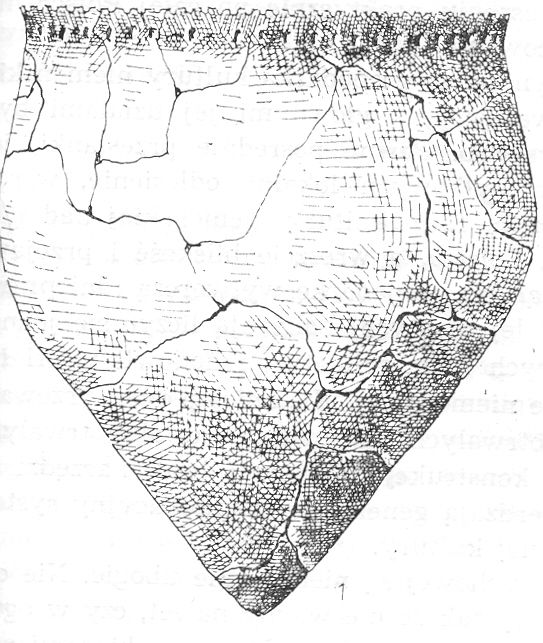
Keramik der Narva-Kultur

Die Narva-Kultur (estnisch Narva kultuur, russisch Нарвская культура Narwskaja kultura, deutsch auch Narwa-Kultur) war eine semi-neolithische Kultur zwischen etwa 5300 und 1750 vuZ. (Waldneolithikum), die sich von Estland im Norden über Lettland und Litauen bis Ostpreußen im Süden findet. Die Narva-Kultur entwickelte sich aus der mesolithischen Kunda-Kultur.

## Name
Die Kultur ist nach Fundorten am Ufer des Narva-Flusses benannt, der die Grenze zwischen Estland und Russland bildet, und wurde nach der Stadt Narva benannt.

## Zeitstellung
Der estnische Archäologe A. Kriiska (2017) datiert die Narvakultur in Estland auf 5200-3900 v. Chr. Nach Mittnik (2018) und Nordquist (2018) beginnt die Narva-Kultur in Litauen und Lettland bereits etwa 5300 v. Chr. 

## Charakteristika
Die Wirtschaft der Narva-Kultur beruhte auf Jagd und Sammeln. Funde von Knochen und Geweihartefakten belegen die Jagd auf Fische, Land-Säugetiere, Seehunde und Vögel. Insbesondere im Vergleich mit der zeitgleich, südlich anschließenden Memel-Kultur spielte Feuerstein keine wichtige Rolle. Es finden sich auch Hacken, Tüllenäxte und Handreibmühlen, so dass der Pflanzbau möglich scheint. Die Kultur kannte die Tonverarbeitung. Ein Zusammenhang in der Gestaltung der spitzbodigen Keramik wird mit der Kammkeramik-Kultur gesehen.

## Varianten
Zur Zeit der Schnurkeramik, in Ostpreußen als Haffküsten-Kultur ausgeprägt, werden zwei Varianten unterschieden:
- die nordöstliche Variante scheint autonom geblieben zu sein. Möglicherweise gehörte sie der uralischen Sprachfamilie an.
- die südwestliche weist Elemente der zeitlich früheren Trichterbecherkultur sowie der späteren Schnurkeramik- und der Kugelamphoren-Kultur auf. Huld und Bley wollen die südwestliche Variante in Beziehung zum Proto-Baltischen stellen, dem Vorläufer des Lettischen, Litauischen und Prussischen, was jedoch spekulativ bleibt. Das größte bisher ausgegrabene Gräberfeld ist das Gräberfeld von Zvejnieki.